# Madonnan vid trappan
Madonnan vid trappan är en relief utförd av Michelangelo omkring år 1491 och finns i Casa Buonarroti i Florens. Denna och Kentaurernas strid är Michelangelos första skulpturala verk. Madonnan vid trappan nämns i Giorgio Vasaris Le vite de' più eccellenti pittori, scultori e architettori år 1568.
Michelangelo har avbildat Madonnans ansikte i profil och döljer det välvuxna Jesusbarnet med en del av klädnaden. Barnets kraftiga vänsterarm och rygg påminner om skulpturen Dagen i Medicikapellet.